# Raión de Róslavl
El raión de Róslavl (en ruso: Росла́вльский райо́н) es un distrito administrativo y municipal (raión), uno de los veinticinco en la óblast de Smolensk, Rusia. Se encuentra en el sur de la óblast y limita con el raión de Yelnia en el norte, el raión de Spas-Demensk, de la óblast de Kaluga, en el noreste, el raión de Kúibyshev, también del óblast de Kaluga, en el este, el raión de Rognédino de la óblast de Briansk al sureste, el raión de Dúbrovka, también del oblast de Briansk, en el sur, el raión de Yérshichi en el suroeste, el raión de Shumiachi en el oeste, y con el raión de Pochínok en el noroeste. El territorio de la ciudad de Desnogorsk está rodeado por todos lados por el distrito de Róslavl. El área del distrito es de 3000 kilómetros cuadrados (1158,3 mi²). Su centro administrativo es la ciudad de Róslavl. Población: 76 100 (censo de 2010); 81 307 (2002). La población de Róslavl representa el 72,1 % de la población total del distrito. 

## Geografía
El distrito está ubicado en la meseta de Smolensk. Toda el área del distrito pertenece a la cuenca de drenaje del río Dniéper. El río Desna, un importante afluente por la izquierda del Dnieper, cruza la parte norte del distrito. Un tramo del Desna constituye la frontera entre el óblast de Smolensk y el óblast de Kaluga.  El embalse de Desnogorsk es compartido entre los distritos de Desnogorsk, Roslavlsky, Pochinkovsky y Yelninsky. Los ríos de la parte suroeste del distrito desembocan en el río Ostyor y el río Iput, afluentes del río Sozh. El propio Ostyor tiene su fuente en el distrito.